# Will We Talk?
Will We Talk? è un singolo del musicista britannico Sam Fender, pubblicato il 2 luglio 2019.

## Video musicale
Il video musicale è stato diretto da Vincent Haycock.

## Tracce
1. Will We Talk? – 2:42